# Resident Evil 3: Nemesis
Resident Evil 3: Nemesis, in Japan als Biohazard 3: Last Escape (japanisch バイオハザード3 LAST ESCAPE, trans. Baiohazādo 3: Last Escape) bekannt, ist ein 1999 erschienenes Computerspiel von Capcom. Es ist der dritte Teil der gleichnamigen Serie und wie seine Vorgänger dem Survival-Horror-Genre zuzuordnen. Resident Evil 3: Nemesis erschien zuerst für PlayStation, danach folgten Umsetzungen für Dreamcast, PC und GameCube.
Im Dezember 2019 wurde von Capcom das Remake Resident Evil 3 für PlayStation 4, Windows und Xbox One zum 3. April 2020 angekündigt.

## Handlung
Resident Evil 3 spielt zeitlich wenige Stunden vor und nach den Ereignissen des zweiten Teils. Spielbarer Charakter ist diesmal Jill Valentine, die bereits aus dem ersten Teil bekannt ist. Sie wurde von S.T.A.R.S. suspendiert und ist gerade dabei, die Stadt zu verlassen, als das Unglück in Raccoon City seinen Lauf nimmt. Die Stadt wird von Zombies überrannt und es gibt kaum noch Überlebende. Jill ist jedoch durch ihren Einsatz im Herrenhaus bereits bestens auf das Grauen, das sie erwartet, vorbereitet. Umbrella Frankreich (Europas Hauptsitz der Firma) schickt sein neues Projekt Nemesis nach Raccoon City. Es hat den Auftrag, alle S.T.A.R.S.-Mitglieder zu töten, da diese von Umbrellas illegalen Biowaffenforschungen wissen. Der Spieler trifft deshalb mehrfach im Spiel auf Nemesis, ohne ihn vor dem Finale endgültig besiegen zu können. Während der Flucht aus der Stadt trifft man auf einige von Umbrellas Soldaten, sie haben die Aufgabe Zivilisten und hochrangige Umbrella-Aktionäre zu evakuieren, werden aber, ohne ihr Wissen, gleichzeitig als „Versuchskaninchen“ verwendet, um die Effektivität der neuesten Virengeneration zu testen.
Für einen kurzen Abschnitt des Spiels schlüpft man so in die Rolle des U.B.C.S.-Soldaten (Umbrella Biohazard Countermeasure Service) Carlos Oliveira, der für die mittlerweile mit dem T- bzw. G-Virus infizierte Jill ein Gegenmittel finden muss. Die Handlung endet mit der Zerstörung Raccoon Citys durch eine Kernwaffe und der erfolgreichen Flucht der beiden spielbaren Charaktere.

## Charaktere
Dieser Teil der Reihe ist der erste, in dem man nicht zwischen verschieden spielbaren Personen auswählen kann.
Spielbare Charaktere
- Jill Valentine: Sie quittiert ihren Dienst bei den S.T.A.R.S. (Special Tactics and Rescue Service). Die ehemalige Maschinenexpertin will einfach nur Raccoon City so schnell wie möglich verlassen, doch das gestaltet sich schwieriger als erwartet, da der T-Virus inzwischen die ganze Stadt verseucht hat.

- Carlos Oliveira: Gehört als Gefreiter zum U.B.C.S.-Delta-Team (Umbrella Biohazard Countermeasure Service), Gruppe A. Carlos ist ein junger Söldner mit indianischem Blut. Im weiteren Spielverlauf trifft Jill auf ihn und seine Kameraden. Später kann man eine Episode mit ihm spielen. Außerdem ist er eine freispielbare Figur für ein Minispiel.

- Mikhail Victor: Ist der Truppenführer der Gruppe A und Carlos direkter Vorgesetzter. Dieser Charakter muss freigespielt werden und kann dann im Minispiel "The Mercenaries" (Die Söldner) ausgewählt werden.

- Nicholai Ginovaef: Ebenso freispielbar ist der Beobachter und Gruppenführer der Gruppe B und ist dann im Minispiel verfügbar.

Nebencharaktere
- Dario Rosso: Ein Zivilist, dem Jill in einem Lagerhaus in Raccoon City begegnet. Auf der Flucht verlor er seine Tochter Lucia. Aus Angst vor den Zombies weigert er sich das Lager zu verlassen, auf die Bitte mit Jill zu gehen geht er nicht ein.

- Brad Vickers: Einer der wenigen S.T.A.R.S. Mitglieder der lebend von der Suche des Bravo Teams zurückkehrte. Auf seiner Flucht aus Raccoon City, das er für sicher hielte, trifft er auf seine frühere Kameradin Jill und warnt sie vor einer Gefahr vor der sie anscheinend nicht entkommen kann.

- Tyrell Patrick: Gehört zur Gruppe B der U.B.C.S und ist hervorragender Söldner. Um einer lebenslänglichen Haftstrafe zu entgehen, weil er Waffen geschmuggelt hat die bei einem Massaker verwendet wurden, trat er den Umbrella Söldner bei. Man muss eine bestimmte Entscheidung treffen, um ihm über den Weg zu laufen.

- Murphy Seeker: Er ist der Scharfschütze der Gruppe A. Wie bei Tyrell ist sein Motiv, die Aussetzung einer lebenslänglichen Haftstrafe. Er brachte 20 Mitglieder einer Bande um die seine Geschwister brutal ermordeten. Ebenso wie schon bei Tyrell, ist eine bestimmte Entscheidung nötig um auf ihn zu stoßen.

## Neue Spielelemente
Resident Evil 3 ist der bisher einzige Teil, in dem das sogenannte Live-Selection-Konzept verwendet wird. Dem Spieler tut sich hierbei eine unerwartete Situation auf, in der er sich zwischen zwei Lösungsmöglichkeiten entscheiden muss. Ein Beispiel hierfür ist ein kurzes Erdbeben, bei dem der Boden hinter dem Spieler einstürzt und gleichzeitig ein schwerer Gegenstand auf den Spieler zurollt. Die Entscheidung besteht darin, entweder dem Gegenstand auszuweichen oder in die zuvor entstandene Grube zu springen. Eine dieser Live-Selection-Möglichkeiten hat auch Einfluss auf die Endsequenz im Spiel. Je nachdem, wie sich der Spieler entschieden hat, endet das Spiel entweder damit, dass Jill und Carlos per Helikopter fliehen, oder damit, dass Widersacher Nicholai mit diesem Helikopter flüchtet (bzw. man diesen samt Nicholai abschießt). In diesem Fall werden Jill und Carlos von einem anderen Helikopter abgeholt. Auch wenn der Pilot nicht namentlich genannt wird, handelt es sich bei ihm um Barry Burton aus dem ersten Teil.
Ein weiteres neues Konzept ist das Herstellen von Munition. Während diese in den bisherigen Teilen nur wie andere Gegenstände gefunden werden konnte, kann sie in Nemesis nun auch aus drei Arten von Schießpulver in unterschiedlichen Kombinationen hergestellt werden. Je nachdem wie oft man Munition damit herstellt kann man mit der Zeit auch bessere Munition damit herstellen.

## Fakten
Um einer weiteren Indizierung zu entgehen, wurde das Spiel sehr stark entschärft und damit in den Augen vieler Fans erheblich entstellt. In der deutschen Version wurde das Blut grau eingefärbt, zudem blinken besiegte Gegner kurz auf und verschwinden dann von der Bildfläche, was in der Fangemeinde mit Empörung als Bruch der Atmosphäre kritisiert wurde. Ein weiterer Unterschied macht sich im Survival-Bonus-Modus bemerkbar. Während der Spieler in der japanischen Version für jeden getöteten Zombie eine Zeitgutschrift erhält, bekommt er in der deutschen Version nur für Gegner tierischer Abstammung einen Bonus, wodurch das Erreichen einer entsprechend hohen Punktezahl nicht möglich ist.
Allerdings kann in der europäischen Version für den Nintendo GameCube die ungeschnittene Version gespielt werden, indem die Spracheneinstellung der Konsole auf Englisch umgestellt wird. Dies funktioniert ebenfalls auf der Nintendo Wii. (Die GameCube-Versionen waren aus diesem Grund jedoch ebenfalls indiziert worden). In der im Handel erhältlichen europäischen Version für den PC ist dies auch bei Spielinstallation in englischer Sprache möglich. Im März 2014 wurde das Spiel vorzeitig vom Index gestrichen. Nach einer Neuprüfung der USK erhielt das Spiel daraufhin ungeschnitten die Altersfreigabe ab 16 Jahren.

## Verfilmung/Roman
Die Handlung von Resident Evil 3: Nemesis diente als Grundlage für den zweiten Film in der Resident-Evil-Reihe, siehe Resident Evil: Apocalypse. Der Film weicht allerdings in vielen Details vom Spiel ab bzw. erweitert die ursprüngliche Handlung (z. B. um Dr. Ashford und dessen Tochter).
Neben dem Film spielt der Resident-Evil-Roman Band 5 Nemesis ebenfalls in diesem Szenario.